# Frhed
Frhed (ou Free Hex Editor) é um editor hexadecimal de código aberto para o sistema operacional Microsoft Windows. O código fonte está escrito em C++ e está sob a licença GNU GPL. O Frhed é incluso no Open Source Software CD.

## Características avançadas
- Compara arquivos[1]
- Busca por qualquer combinação de texto e valores binários[1]
- Exporta/importa como hexdump para arquivo e/ou área de transferência do Windows[1]
- Pode abrir arquivos parcialmente[1]